# Epidemia sezonieră HMPV din China (2024-prezent)
Epidemia sezonieră de HMPV din China, cauzată de sindromul respirator al metapneumovirusului uman (HMPV), a început cu o creștere a cazurilor în Beijing, China, în decembrie 2024.
Aceasta a fost adusă în atenția publicului atunci când Centrul chinez pentru Controlul și Prevenirea Bolilor a publicat date care arătau că infecțiile respiratorii cu HMPV au crescut semnificativ în săptămâna 16-22 decembrie 2024. Totuși, OMS a menționat că această creștere a cazurilor de HMPV se află în intervalul așteptat pentru această perioadă a anului, în timpul iernii în emisfera nordică.

## Epidemiologie

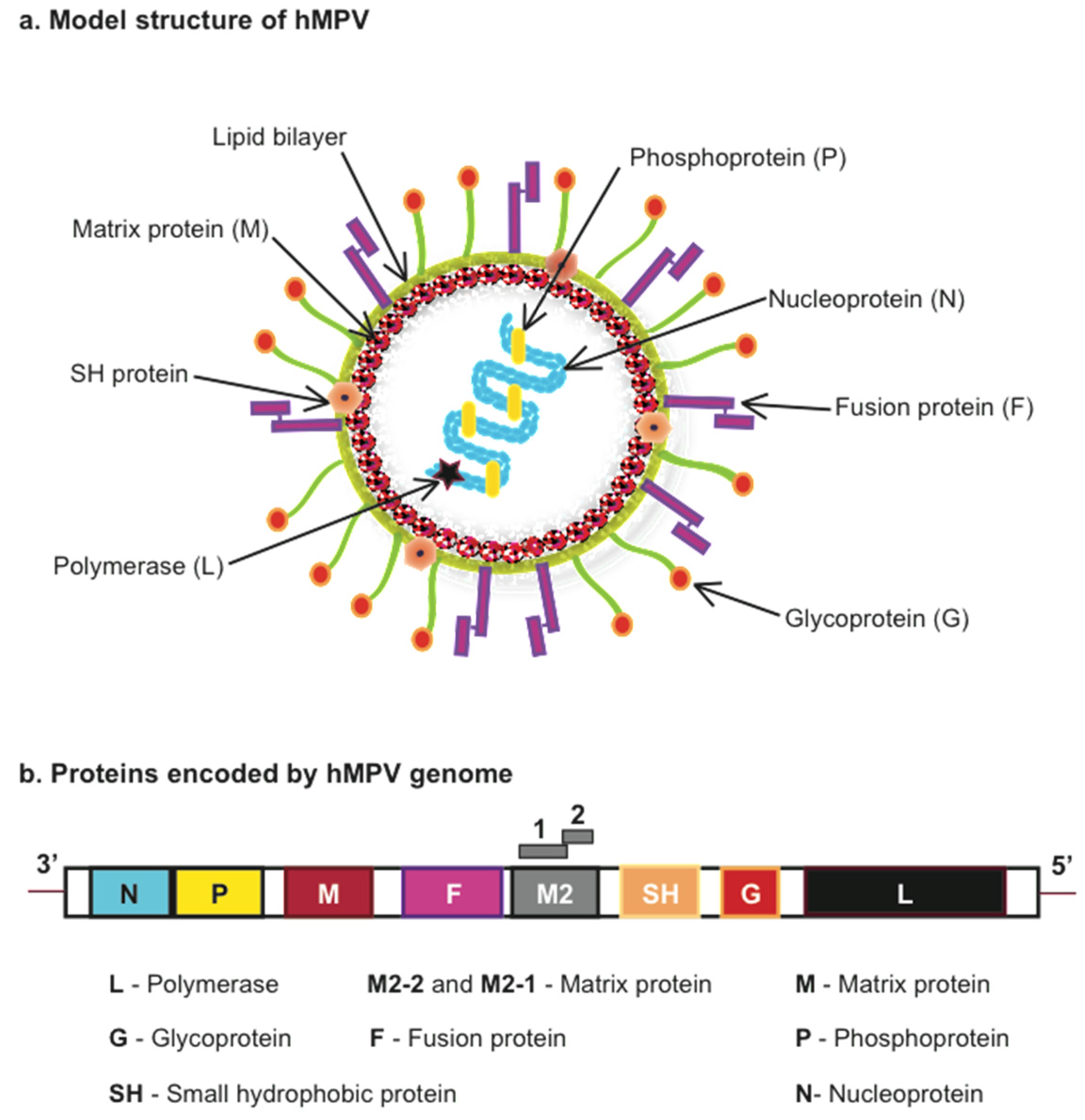
Structura modelului și proteinele codificate de metapneumovirusul uman (hMPV)

Începând cu 2006, HMPV a avut o distribuție globală.
La sfârșitul anului 2024, metapneumovirusul uman a fost responsabil pentru 6,2% din testele pozitive pentru afecțiuni respiratorii și 5,4% dintre spitalizările din cauza bolilor respiratorii în China, mai mult decât COVID-19, rinovirus sau adenovirus.

## Simptome
Simptomele HMPV sunt adesea similare cu cele ale răcelii comune, incluzând tuse, febră, nas înfundat sau curgător, durere în gât, respirație șuierătoare, dificultăți de respirație și erupții cutanate. Majoritatea persoanelor cu HMPV au simptome respiratorii ușoare, similare cu cele ale răcelii comune, și se recuperează într-un interval de aproximativ 7-10 zile fără complicații. Totuși, anumite grupuri se confruntă cu un risc mai mare de complicații severe:
- Pneumonie: HMPV poate provoca pneumonie virală, necesitând spitalizare și terapie intensivă în cazurile severe.
- Bronșiolită: Sugarii și copiii mici experimentează adesea inflamația și blocarea căilor respiratorii, ceea ce duce la dificultăți de respirație și respirație șuierătoare.
- Exacerbarea afecțiunilor cronice: HMPV poate agrava afecțiunile respiratorii existente, cum ar fi astmul sau boala pulmonară obstructivă cronică (BPOC).
- Infecții bacteriene secundare: aceste infecții, cum ar fi pneumonia bacteriană, se pot dezvolta ca complicații datorate unui sistem imunitar slăbit.
- Complicații în timpul sarcinii: Problemele respiratorii cauzate de HMPV în timpul sarcinii pot duce la riscuri pentru sănătatea maternă și fetală.[4]

## Tratament
HMPV nu dispune de un medicament antiviral specific. Tratamentul se concentrează în principal pe gestionarea simptomelor și prevenirea complicațiilor.
Odihna și hidratarea, medicamentele fără prescripție pentru controlul durerilor corporale și febrei sunt recomandate pentru cazurile ușoare, iar unele cazuri pot necesita terapie cu oxigen și spitalizare. Cazurile severe de HMPV, cum ar fi cele la persoanele imunocompromise, sunt tratate cu Ribavirin și IVIG (terapia cu imunoglobină).

## Transmitere
Nu există studii concludente care să fi dovedit metoda exactă de transmitere, dar este probabil ca aceasta să se facă prin contactul cu secreții contaminate, prin picături, aerosoli sau vectori fomite.

## Diagnostic
Testele de reacție în lanț a polimerazei în timp real (RT-qPCR) sunt utilizate pe scară largă în detectarea clinică a HMPV datorită sensibilității lor, capacității de a oferi rezultate rapide (1-3 ore) și de a cuantifica încărcătura virală, ceea ce poate ajuta la evaluarea severității infecției. Testele RT-qPCR oferă o sensibilitate mai mare și o probabilitate mai mică de contaminare în comparație cu metodele convenționale de RT-PCR.
Metodele de PCR inversă (RT-PCR) sunt utilizate pe scară largă pentru detectarea moleculară a virusului, inclusiv HMPV. Acestea funcționează prin verificarea cDNA-ului specific HMPV, care este amplificat în timpul procesului PCR.
Amplificarea izotermă mediată prin buclă (LAMP) este una dintre cele mai utilizate metode izoterme în diagnosticul patogenilor. Elimină ciclul termic care există în PCR, care necesită echipamente complexe. Aceasta elimină ciclul termic care există în PCR, necesitând echipamente mai puțin complexe. Totuși, comparativ cu testele bazate pe PCR, costul LAMP este mai ridicat.
Izolarea virusului din probele clinice este primul pas în dezvoltarea vaccinurilor și investigarea patogenezei virale. Totuși, aceasta este costisitoare, consumă mult timp și are o rată de izolare scăzută, necesitând echipamente complexe și personal instruit.
O radiografie toracică sau o bronhoscopie sunt, de asemenea, folosite pentru a căuta modificări sau pneumonie în căile respiratorii ale plămânilor.

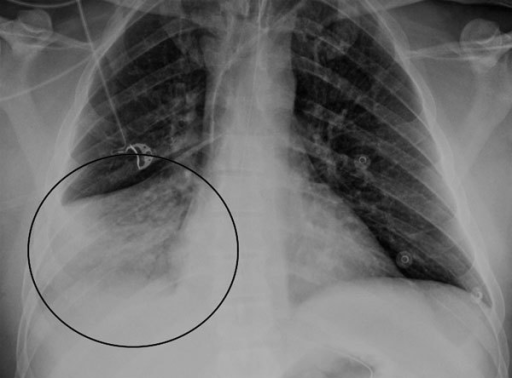
Radiografie frontală toracică a unui bărbat în vârstă de 47 de ani cu metapneumovirus uman asociat encefalită, Australia. Consolidarea în lobul mijlociu drept (cerc) este compatibilă cu pneumonia.

## Prevenire
Moderna a efectuat un studiu clinic pentru un vaccin candidat modRNA împotriva metapneumovirusului. Din octombrie 2019, candidatul la vaccin a trecut în faza I.
Medicii recomandă:
- purtarea măștilor de protecție în locuri aglomerate, cum ar fi spitale, clinici sau transportul în comun și când persoana prezintă simptome de răceală sau tuse,
- curățarea și dezinfectarea suprafețelor de contact, cum ar fi mânerele, butoanele, telefoanele mobile, tastaturile sau mesele,
- evitarea zonelor aglomerate,
- menținerea unui stil de viață sănătos prin alimentație, exercițiu fizic sau somn adecvat,
- spălarea frecventă a mâinilor cu apă și săpun timp de cel puțin 20 de secunde sau utilizarea unui gel pe bază de alcool pentru dezinfectarea mâinilor,
- evitarea contactului direct cu fața, ochii și gura cu mâinile nespălate,
- vaccinarea antigripală.

## Cazuri confirmate de hMPV

### China
La sfârșitul anului 2024, metapneumovirusul uman a fost legat de 6,2% din testele pozitive pentru boli respiratorii și 5,4% din spitalizările pentru boli respiratorii din China, mai mult decât COVID-19, rinovirus sau adenovirus.

### Malaezia
În Malaysia, cazurile de hMPV sunt raportate în timp ce au existat 102 până la 225 de cazuri de hMPV în 2023, iar 327 în decembrie 2024.

### India
Guvernul indian a confirmat că bebelușii de 3 luni și 8 luni au fost infectați cu HMPV.